# Langon (Gironde)
Langon [lɑ̃ɡɔ̃] ist eine französische Stadt mit 7523 Einwohnern (Stand 1. Januar 2022) im Département Gironde in der Region Nouvelle-Aquitaine. Die Stadt ist Sitz der Unterpräfektur (frz. Sous-préfecture) des Arrondissements Langon und gehört zum Kanton Le Sud-Gironde.

## Geographie
Langon liegt an der Garonne, knapp 50 Kilometer südöstlich von Bordeaux.

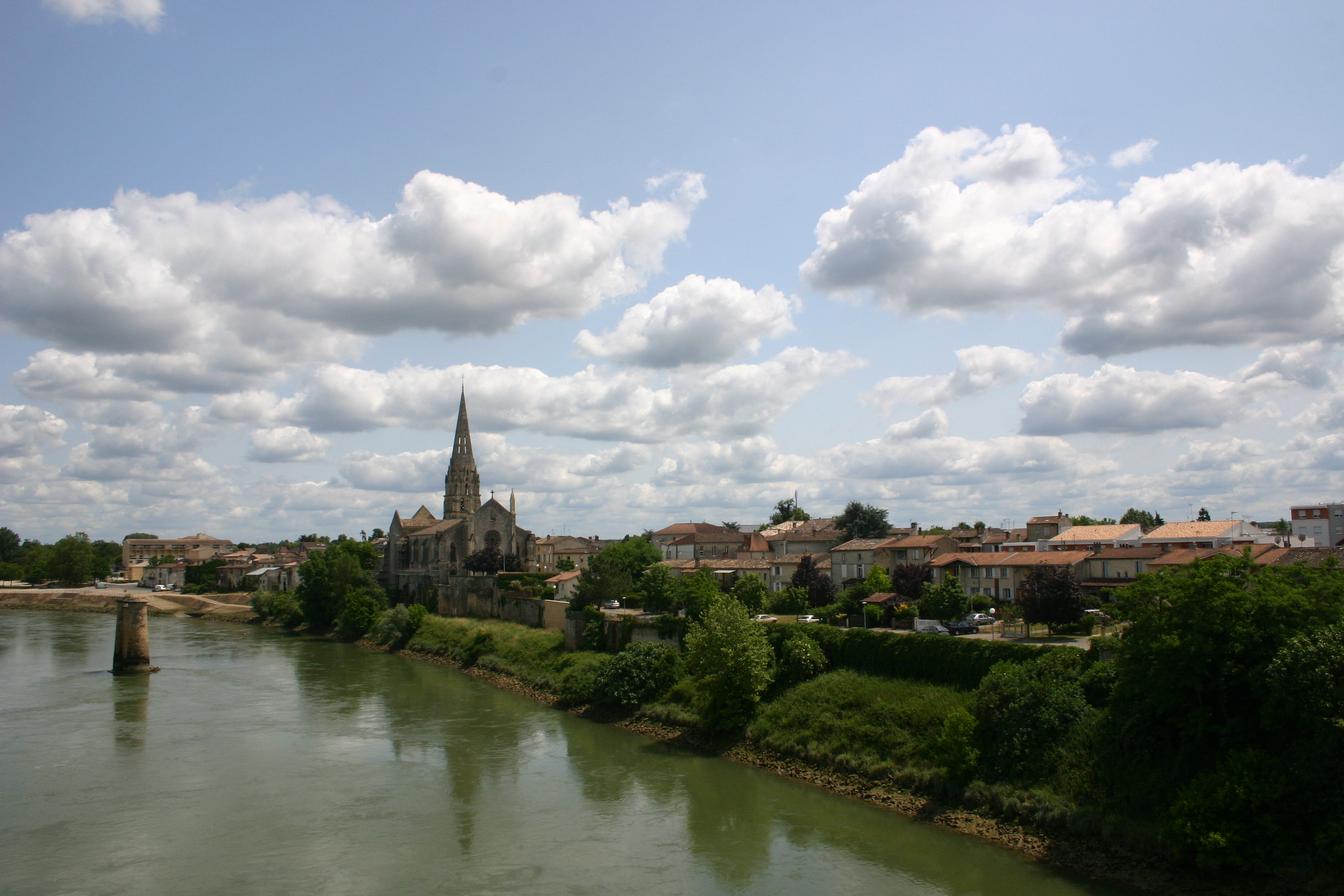
Langon und die Garonne mit Strompfeiler der ehemaligen Hängebrücke

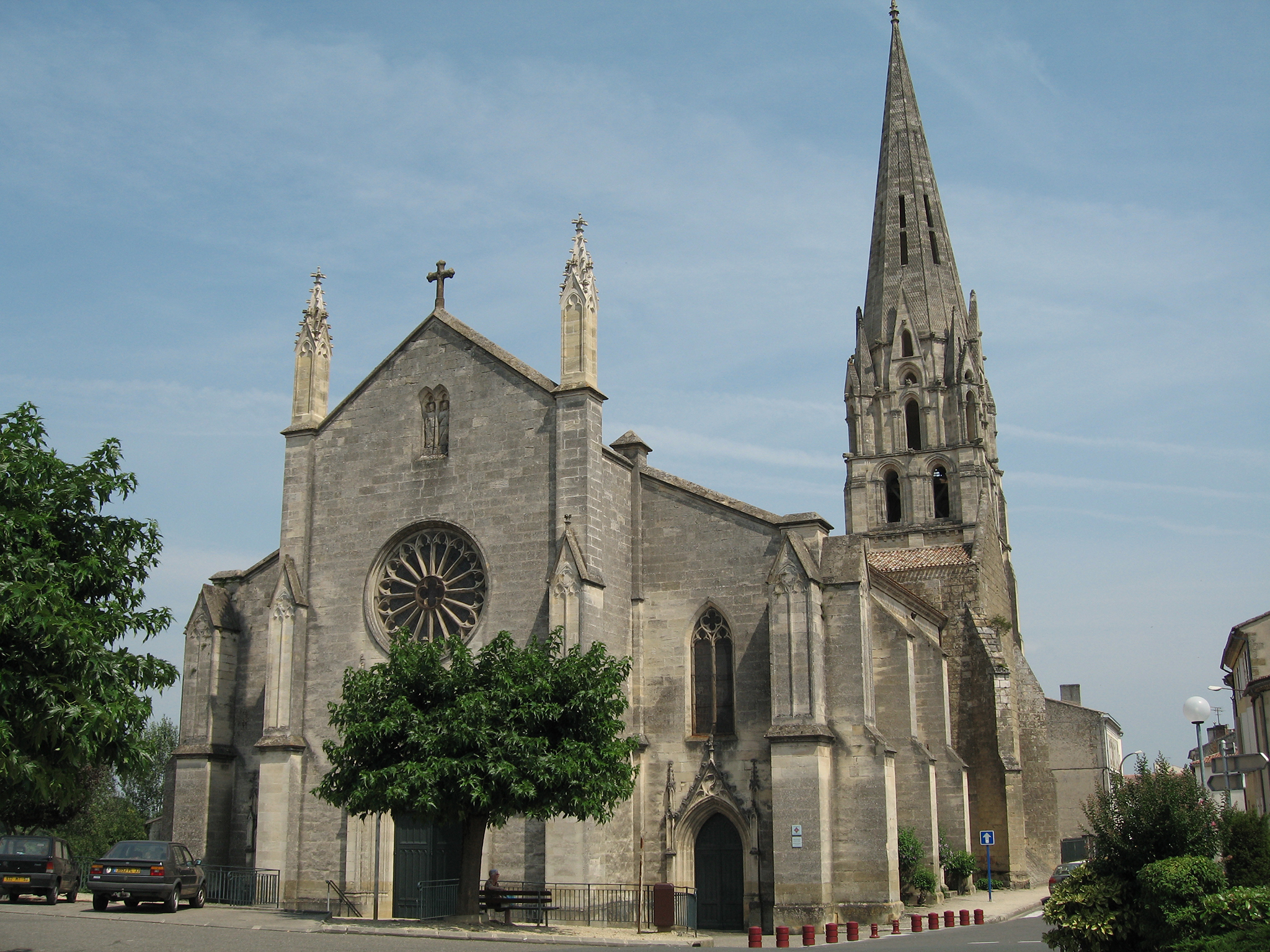
Kirche Saint-Gervais-Saint-Protais

## Bevölkerungsentwicklung
| Jahr                      | 1962 | 1968 | 1975 | 1982 | 1990 | 1999 | 2008 | 2016 |
| Einwohner                 | 5375 | 5356 | 5843 | 5836 | 5842 | 6168 | 7409 | 7377 |
| Quelle: Cassini und INSEE |      |      |      |      |      |      |      |      |

## Sehenswürdigkeiten
- Kirche Saint-Gervais-Saint-Protais, erbaut ab dem 13. Jahrhundert, seit 2006 als Monument historique klassifiziert
- Maison Biros, Renaissancewohnhaus
- Moschee, erbaut 1904

Siehe auch: Liste der Monuments historiques in Langon (Gironde)

## Verkehr

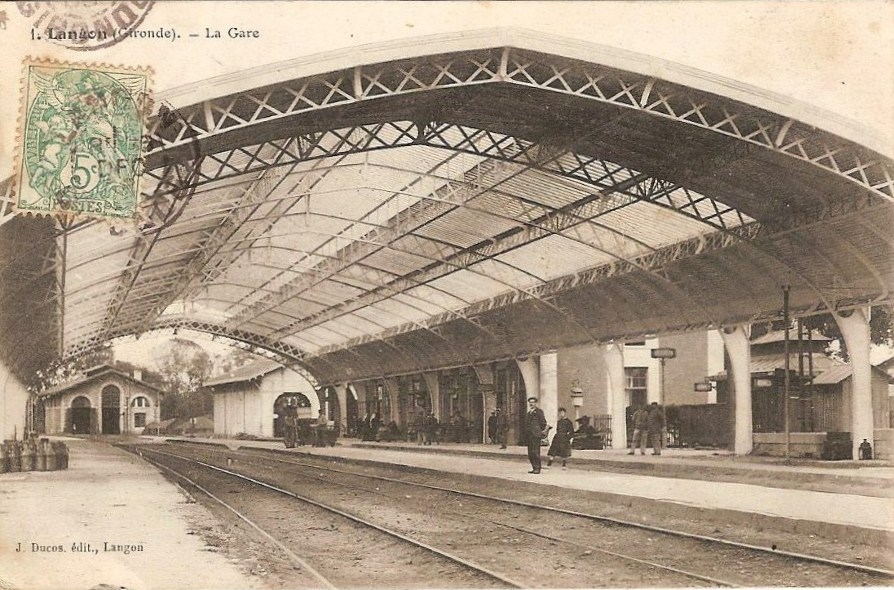
Bahnhof Langon im frühen 20. Jahrhundert

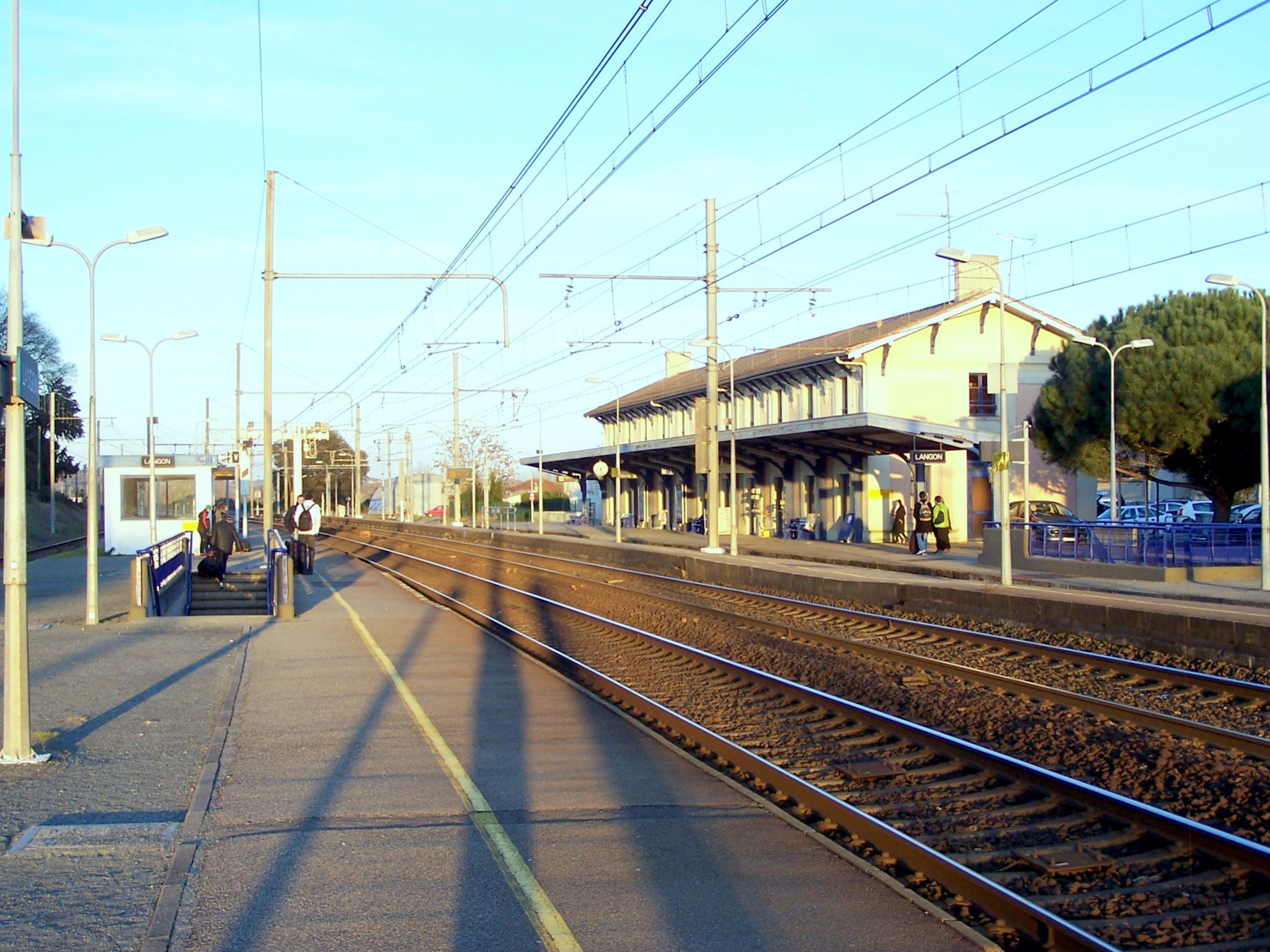
Der Bahnhof im Jahr 2010

Langon liegt an der Bahnstrecke Bordeaux–Sète, die hier auf der Eisenbahnbrücke Langon die Garonne überquert. Der Bahnhof wurde am  31. Mai 1855 von der Compagnie des chemins de fer du Midi et du Canal latéral à la Garonne eröffnet; 1866 kam eine Zweigstrecke nach Gabarret hinzu, die 1992 stillgelegt wurde. Aktuell wird Langon im Regionalverkehr mit TER-Zügen von und nach Bordeaux-Saint-Jean und Agen bedient.
Der Ort ist als Flusshafen von Bedeutung. Mit dem Spezialgüterschiff Breuil werden von hier die Teile des Airbus A380 von/nach Toulouse transportiert.
Durch die Gemeinde verläuft die Autobahn A 62, die dort eine Anschlussstelle (3 / Langon) aufweist. Im Ort beginnt die Nationalstraße 524 als Abschnitt des Itinéraire à Grand Gabarit.
Vom Flussufer bei der Place de la Liberation an der Kirche Saint-Gervais-Saint-Protais de Langon ist noch ein Strompfeiler in der Garonne zu sehen, der ursprünglich einer von Ferdinand Arnodin erbauten Hängebrücke diente, die später durch eine Gitterträgerbrücke ersetzt wurde.

## Städtepartnerschaften
Langon hat 1981 eine Städtepartnerschaft mit der deutschen Stadt Penzberg in Bayern geschlossen. Mit der portugiesischen Stadt Canelas hat Langon 1993 einen Freundschaftsvertrag geschlossen.

## In Langon geboren
- Louis Ducos du Hauron (1837–1920), Fotopionier der Farbfotografie
- Raymond Oliver (1909–1990), Koch und Kochbuchautor
- Pierre Lees-Melou (* 1993), Fußballer
- Thomas Boudat (* 1994), Radrennfahrer
- Benjamin Sene (* 1994), Basketballspieler